# 天主教恩卡納西翁教區
天主教恩卡納西翁教區（拉丁語：Dioecesis Sanctissimae Incarnationis）是巴拉圭一個羅馬天主教教區，屬亞松森總教區。
1957年1月21日設立自治監督區，1990年4月14日升為教區。
教區位於伊塔普阿省。2006年有教友441,000人（佔轄區總人口80.8%）、三十個堂區、四十四名司鐸。現任教區主教為依納爵·戈戈爾薩·伊薩吉雷。